# Saint-Quentin-sur-Isère
Saint-Quentin-sur-Isère település Franciaországban, Isère megyében. Lakosainak száma 1472 fő (2022. január 1.). Saint-Quentin-sur-Isère Moirans, Montaud, Poliénas, La Rivière, Tullins, Veurey-Voroize, Voreppe és Vourey községekkel határos.

## Népesség
A település népessége az elmúlt években az alábbi módon változott:
| Lakosok száma | 722  | 937  | 1090 | 1281 | 1331 | 1396 | 1451 | 1475 | 1483 | 1472 |
|               | 1968 | 1982 | 1990 | 2006 | 2013 | 2015 | 2017 | 2019 | 2020 | 2022 |